# Lucida (betűtípus)
A Lucida aránytalan betűkép, melyet Kris Holmes és Charles Bigelow tervezett 1993-ban.
Létezik serif és sans-serif formában egyaránt.

## Lásd még
- Betűképek listája